# Предчувствие (фильм, 2020)
«Предчувствие» (укр. Передчуття) — копродукционный драматический художественный фильм Вячеслава Криштофовича. Выход в прокат состоялся в 2020 году.
Лонглайн: Всё в жизни нужно делать вовремя.

## Синопсис
Медленную жизнь провинциального приморского городка N вдруг сотрясает местный скандал, разворачивающийся вокруг мужчины, который ушел из жизни. О месте его захоронения знают лишь жена и друг, но они категорически отказываются сообщить об этом другим. Таким якобы было завещание покойного — чудака, влюблённого в море. Каждый из героев ищет ответы на собственные вопросы, однако ищет их снаружи, в социуме, в других, а потому не находит. Ощущение тревоги разлито под открытым небом. Что-то должно произойти.

## В ролях
- Станислав Боклан — Петро
- Ксения Николаева — Лиза
- Лариса Руснак — Анна
- Александр Токарчук — судья
- Ирина Бенюк — Мария
- Сергей Пащенко — Валентин
- Евгения Муц — Даша
- Юрий Евсюков — часовщик

## Съёмочная группа
- Автор сценария: Анатолий Крым
- Режиссёр-постановщик: Вячеслав Криштофович
- Оператор-постановщик: Валерий Анисимов
- Художник-постановщик: Павел Ярмусевич
- Композитор: Владимир Гронский
- Звукорежиссёр: Сергей Прокопенко
- Монтаж: Элеонора Суммовська
- Художник по костюмам: Ирина Горшкова
- Художник по гриму: Елена Богомольникова
- Подбор актёров: Алла Самойленко
- Директор картины: Елена Дементьева
- Исполнительный продюсер: Дмитрий Кожема
- Сопродюсер: Ванда Адамик Грыцова
- Продюсер: Андрей Ермак

## Производство
В июне 2018 начались съемки фильма «Предчувствие»; основными локациями для съемок стали пейзажи Одессы и Черноморска. Производство завершилось в мае 2019 года.
Кинопроект стал одним из победителей Десятого конкурсного отбора Госкино. Заявленная смета фильма — 27 155 500 грн. Из них доля Госкино составила 50 % от всей сметы (₴ 13,6 млн.). Также финансирование выделил Словацкий аудиовизуальный фонд.